# Time (Illinois)
Time es una villa ubicada en el condado de Pike en el estado estadounidense de Illinois. En el Censo de 2010 tenía una población de 23 habitantes y una densidad poblacional de 20,27 personas por km².

## Geografía
Time se encuentra ubicada en las coordenadas 39°33′40″N 90°43′24″O / 39.56111, -90.72333. Según la Oficina del Censo de los Estados Unidos, Time tiene una superficie total de 1.13 km², de la cual 1.13 km² corresponden a tierra firme y (0%) 0 km² es agua.

## Demografía
Según el censo de 2010, había 23 personas residiendo en Time. La densidad de población era de 20,27 hab./km². De los 23 habitantes, Time estaba compuesto por el 100% blancos, el 0% eran afroamericanos, el 0% eran amerindios, el 0% eran asiáticos, el 0% eran isleños del Pacífico, el 0% eran de otras razas y el 0% pertenecían a dos o más razas. Del total de la población el 0% eran hispanos o latinos de cualquier raza.